# Opius parallelipetiolatus
Opius parallelipetiolatus är en stekelart som beskrevs av Fischer 1979. Opius parallelipetiolatus ingår i släktet Opius och familjen bracksteklar. Inga underarter finns listade i Catalogue of Life.